# Dommartin-aux-Bois
Dommartin-aux-Bois és un municipi francès, situat al departament dels Vosges i a la regió del Gran Est. L'any 2007 tenia 390 habitants.

## Demografia

### Població
El 2007 la població de fet de Dommartin-aux-Bois era de 390 persones. Hi havia 158 famílies, de les quals 38 eren unipersonals (21 homes vivint sols i 17 dones vivint soles), 50 parelles sense fills, 66 parelles amb fills i 4 famílies monoparentals amb fills.
La població ha evolucionat segons el següent gràfic:
Habitants censats

### Habitatges
El 2007 hi havia 183 habitatges, 156 eren l'habitatge principal de la família, 11 eren segones residències i 16 estaven desocupats. 163 eren cases i 19 eren apartaments. Dels 156 habitatges principals, 128 estaven ocupats pels seus propietaris, 21 estaven llogats i ocupats pels llogaters i 7 estaven cedits a títol gratuït; 4 tenien dues cambres, 16 en tenien tres, 27 en tenien quatre i 109 en tenien cinc o més. 129 habitatges disposaven pel capbaix d'una plaça de pàrquing. A 60 habitatges hi havia un automòbil i a 81 n'hi havia dos o més.

### Piràmide de població
La piràmide de població per edats i sexe el 2009 era:
| Homes | Edats   | Dones |
| ----- | ------- | ----- |
| 0     | 95 o +  | 0     |
| 0     | 90 a 94 | 4     |
| 4     | 85 a 89 | 0     |
| 4     | 80 a 84 | 0     |
| 0     | 75 a 79 | 4     |
| 12    | 70 a 74 | 8     |
| 4     | 65 a 69 | 12    |
| 8     | 60 a 64 | 12    |
| 8     | 55 a 59 | 4     |
| 16    | 50 a 54 | 8     |
| 20    | 45 a 49 | 4     |
| 16    | 40 a 44 | 12    |
| 20    | 35 a 39 | 32    |
| 0     | 30 a 34 | 4     |
| 8     | 25 a 29 | 8     |
| 0     | 20 a 24 | 8     |
| 8     | 15 a 19 | 16    |
| 8     | 10 a 14 | 32    |
| 12    | 5 a 9   | 12    |
| 4     | 0 a 4   | 4     |

## Economia
El 2007 la població en edat de treballar era de 259 persones, 188 eren actives i 71 eren inactives. De les 188 persones actives 166 estaven ocupades (100 homes i 66 dones) i 22 estaven aturades (6 homes i 16 dones). De les 71 persones inactives 25 estaven jubilades, 26 estaven estudiant i 20 estaven classificades com a «altres inactius».

### Ingressos
El 2009 a Dommartin-aux-Bois hi havia 165 unitats fiscals que integraven 431 persones, la mediana anual d'ingressos fiscals per persona era de 18.051 €.

### Activitats econòmiques
Dels 13 establiments que hi havia el 2007, 1 era d'una empresa de fabricació d'altres productes industrials, 5 d'empreses de construcció, 3 d'empreses de comerç i reparació d'automòbils, 1 d'una empresa immobiliària i 3 d'empreses classificades com a «altres activitats de serveis».
Dels 6 establiments de servei als particulars que hi havia el 2009, 1 era un guixaire pintor, 1 fusteria, 2 lampisteries, 1 empresa de construcció i 1 perruqueria.
L'any 2000 a Dommartin-aux-Bois hi havia 16 explotacions agrícoles que ocupaven un total de 1.208 hectàrees.

## Poblacions més properes
El següent diagrama mostra les poblacions més properes.